# 桑德拉·萨克塞
桑德拉·萨克塞（德語：Sandra Sachse，1969年9月9日—），旧姓瓦格纳（Wagner），德国女子射箭运动员。她曾代表德国参加1996年和2000年夏季奥林匹克运动会射箭比赛，获得一枚银牌和一枚铜牌。